# Polnischer Filmpreis/Bester Film

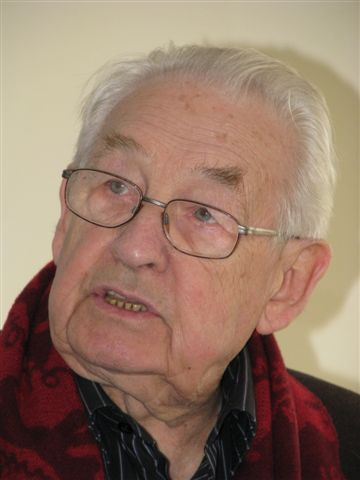
War 2008 im Rennen um den Oscar vertreten: Andrzej Wajda (Das Massaker von Katyn)

Gewinner und Nominierte für den Polnischen Filmpreis in der Kategorie Bester Film (Najlepszy film) seit der ersten Verleihung des Polnischen Filmpreises im Jahr 1999. Ein Film qualifiziert sich in dem der Preisverleihung vorhergehenden Jahr, wenn er zwischen dem 1. Januar und 31. Dezember mindestens sieben Tage in einem öffentlichen Kino gegen Entgelt gezeigt wurde.
| Statistik                         | Filmtitel                 | Anzahl | Jahr |
| --------------------------------- | ------------------------- | ------ | ---- |
| Häufigste Auszeichnungen          | Der Pianist               | 8      | 2003 |
| Häufigste Auszeichnungen          | Rewers                    | 8      | 2010 |
| Häufigste Nominierungen           | Der Pianist               | 13     | 2003 |
| Häufigste Nominierungen           | Rewers                    | 13     | 2010 |
| Häufigste Nominierungen ohne Sieg | Tydzień z życia mężczyzny | 11     | 2000 |

Mit Eine Hochzeit und andere Kuriositäten (2005), Róża (2012) und Sommer 1943 – Das Ende der Unschuld (2017) wurden dreimal Regiearbeiten von Wojciech Smarzowski zum besten polnischen Film des Jahres gekürt, während die späteren Gewinnerfilme aus dem Jahr 2003, 2008 und 2014 bei der Vergabe des Oscars Berücksichtigung fanden. Roman Polańskis Der Pianist war in sieben Kategorien für den Academy Award nominiert und gewann drei Preise, während Andrzej Wajdas Das Massaker von Katyn erfolglos um die Auszeichnung für den besten fremdsprachigen Film konkurrierte, die Paweł Pawlikowskis Ida wiederum gewann.

## 1990er Jahre

### 1999
Historia kina w Popielawach – Regie: Jan Jakub Kolski
Der Bastard muss sterben (Je treba zabít Sekala) – Regie: Vladimir Michalek
Farba – Regie: Michał Rosa
Kroniki domowe – Regie: Leszek Wosiewicz
Nic – Regie: Dorota Kędzierzawska

## 2000er Jahre

### 2000
Die Schuld (Dług) – Regie: Krzysztof Krauze
Mit Feuer und Schwert (Ogniem i mieczem) – Regie: Jerzy Hoffman
Pan Tadeusz – Regie: Andrzej Wajda
Tydzień z życia mężczyzny – Regie: Jerzy Stuhr
Wojaczek – Regie: Lech Majewski

### 2001
Życie jako śmiertelna choroba przenoszona drogą płciową – Regie: Krzysztof Zanussi
Daleko od okna – Regie: Jan Jakub Kolski
Das große Tier (Duże zwierzę) – Regie: Jerzy Stuhr
Prymas. Trzy lata z tysiąca – Regie: Teresa Kotlarczyk
Wrota Europy – Regie: Jerzy Wójcik

### 2002
Tereska (Cześć Tereska) – Regie: Robert Gliński
Angelus – Regie: Lech Majewski
Edges of the Lord – Verlorene Kinder des Krieges (Edges of the Lord) – Regie: Yurek Bogayevicz
Requiem – Regie: Witold Leszczyński
Weiser – Regie: Wojciech Marczewski

### 2003
Der Pianist (The Pianist) – Regie: Roman Polański
Anioł w Krakowie – Regie: Artur Więcek
Der Tag eines Spinners (Dzień świra) – Regie: Marek Koterski
Edi – Regie: Piotr Trzaskalski
Tam i z powrotem – Regie: Wojciech Wójcik

### 2004
Zmruż oczy – Regie: Andrzej Jakimowski
Pornografia – Regie: Jan Jakub Kolski
Żurek – Regie: Ryszard Brylski

### 2005
Eine Hochzeit und andere Kuriositäten (Wesele) – Regie: Wojciech Smarzowski
Mein Nikifor (Mój Nikifor) – Regie: Krzysztof Krauze
Pręgi – Regie: Magdalena Piekorz

### 2006
Der Gerichtsvollzieher (Komornik) – Regie: Feliks Falk
Jestem – Regie: Dorota Kędzierzawska
Persona non grata – Regie: Krzysztof Zanussi

### 2007
Plac Zbawiciela – Regie: Krzysztof Krauze und Joanna Kos-Krauze
Jasminum – Regie: Jan Jakub Kolski
Wszyscy jesteśmy Chrystusami – Regie: Marek Koterski

### 2008
Das Massaker von Katyn (Katyń) – Regie: Andrzej Wajda
Kleine Tricks (Sztuczki) – Regie: Andrzej Jakimowski
Pora umierać – Regie: Dorota Kędzierzawska

### 2009
33 Szenen aus dem Leben (33 sceny z życia) – Regie: Małgorzata Szumowska
Mała Moskwa – Regie: Waldemar Krzystek
Vier Nächte mit Anna (Cztery noce z Anną) – Regie: Jerzy Skolimowski

## 2010er Jahre

### 2010
Rewers – Regie: Borys Lankosz
Dom zły – Regie: Wojciech Smarzowski
Wojna Polsko-Ruska – Regie: Xawery Żuławski

### 2011
Essential Killing – Regie: Jerzy Skolimowski
Różyczka – Regie: Jan Kidawa-Błoński
Alles, was ich liebe (Wszystko, co kocham) – Regie: Jacek Borcuch

### 2012
Róża – Regie: Wojciech Smarzowski
In Darkness (W ciemności) – Regie: Agnieszka Holland
Suicide Room (Sala Samobójców) – Regie: Jan Komasa

### 2013
Obława – Regie: Marcin Krzyształowicz
Jesteś Bogiem – Regie: Leszek Dawid
Pokłosie – Regie: Władysław Pasikowski

### 2014
Ida – Regie: Paweł Pawlikowski
Imagine – Regie: Andrzej Jakimowski
In meinem Kopf ein Universum (Chce się żyć) – Regie: Maciej Pieprzyca

### 2015
Bogowie – Regie: Łukasz Palkowski
Jack Strong – Regie: Władysław Pasikowski
Warschau ’44 (Miasto 44) – Regie: Jan Komasa

### 2016
Body (Ciało) – Regie: Małgorzata Szumowska
Excentrycy, czyli po słonecznej stronie ulicy – Regie: Janusz Majewski
Moje córki krowy – Regie: Kinga Dębska

### 2017
Sommer 1943 – Das Ende der Unschuld (Wołyń) – Regie: Wojciech Smarzowski
Jestem mordercą – Regie: Maciej Pieprzyca
Die letzte Familie (Ostatnia rodzina) – Regie: Jan P. Matuszyński

### 2018
Cicha noc – Regie: Piotr Domalewski
Die Spur (Pokot) – Regie: Agnieszka Holland und Kasia Adamik
Loving Vincent (Twój Vincent) – Regie: Dorota Kobiela und Hugh Welchman

### 2019
Cold War – Der Breitengrad der Liebe (Zimna wojna) – Regie: Paweł Pawlikowski
Kamerdyner – Regie: Filip Bajon
Kler – Regie: Wojciech Smarzowski

## 2020er Jahre

### 2020
Corpus Christi (Boże Ciało) – Regie: Jan Komasa; Produktion: Leszek Bodzak, Aneta Cebula-Hickinbotham
Ikar. Legenda Mietka Kosza – Regie: Maciej Pieprzyca; Produktion: Renata Czarnkowska-Listoś, Maria Gołoś
Pan T. – Regie: Marcin Krzyształowicz; Produktion: Jarosław Boliński
Red Secrets – Im Fadenkreuz Stalins (Mr. Jones / Obywatel Jones) – Regie: Agnieszka Holland; Produktion: Andrea Chalupa, Stanislaw Dziedzic, Klaudia Smieja
Supernova – Regie: Bartosz Kruhlik; Produktion: Jacek Bromski, Ewa Jastrzębska, Jerzy Kapuściński

### 2021
Kill It and Leave This Town (Zabij to i wyjedź z tego miasta) – Regie: Mariusz Wilczyński; Produktion: Ewa Puszczyńska, Agnieszka Ścibior
25 Jahre Unschuld (25 lat niewinności. Sprawa Tomka Komendy) – Regie: Jan Holoubek; Produktion: Anna Waśniewska-Gill
Charlatan (Šarlatán) – Regie: Agnieszka Holland; Produktion: Sarka Cimbalova, Kevan Van Thompson
Jak najdalej stąd – Regie: Piotr Domalewski; Produktion: Jan Kwieciński, Julie Ryan
The Hater (Sala samobójców. Hejter) – Regie: Jan Komasa; Produktion: Jerzy Kapuściński, Wojciech Kabarowski

### 2022
Quo Vadis, Aida? – Regie: Jasmila Žbanić; Produktion: Ewa Puszczyńska, Damir Ibrahimović, Jasmila Žbanić
Ungesühnte Schläge (Żeby nie było śladów) – Regie: Jan P. Matuszyński; Produktion: Leszek Bodzak, Aneta Cebula-Hickinbotham
Mein wundervolles Leben (Moje wspaniałe życie) – Regie: Łukasz Grzegorzek, Produktion: Natalia Grzegorzek
Wszystkie nasze strachy – Regie: Łukasz Gutt, Łukasz Ronduda; Produktion: Jakub Kosma, Katarzyna Sarnowska
Wesele – Regie: Wojciech Smarzowski; Produktion: Janusz Bogaczyk, Wojciech Gostomczyk, Janusz Hetman